# 박수아
리지(본명: 박수영 , 본명 한자: 朴修映, 1992년 7월 31일~)는 대한민국의 가수이자, 배우다.

## 경력
- 2010년 걸 그룹 애프터스쿨에 합류했다.
- 애프터스쿨에서는 리지(Lizzy)라는 예명을 사용했으며 서브보컬과 리드래퍼를 맡았었다.
- 애프터스쿨의 유닛 그룹인 오렌지캬라멜의 멤버로도 활동했었다.
- 당시 예명은 영화 제목 및 다른 나무가 한 그루로 얽혀 자라는 현상인 ‘연리지(連理枝)’에서 따 왔다.[2]
- 2018년 4월 30일 플레디스 엔터테인먼트와 계약 만료로 애프터스쿨에서 탈퇴.[3]

## 학력
- 강동초등학교 졸업
- 해강중학교 졸업
- 압구정고등학교 졸업
- 경희대학교 포스트모던음악학과

## 생애
- 1992년 7월 31일 대한민국 부산에서 외동으로 태어났다.
- 데뷔 전, 2009년 손담비의 곡 〈토요일 밤에〉 활동 시절에 백댄서로 활동했다.[4]

- 2010년 애프터스쿨 9번째[주해 1] 멤버로 영입되어 3번째 싱글 "Bang!"으로 데뷔하였다.
- 예능에 자주 나와 표준어를 보편적으로 사용하는 다른 아이돌들과 달리 부산 사투리를 사용하는 '사투리돌'로 인기를 끌었다.

- 2011년부터 MBC의 시트콤 《몽땅 내 사랑》에 박순덕 역으로 출연했다.
- 2012년에는 MBC의 주말 드라마 《아들 녀석들》에 진유리 역으로 출연하였다.

## 음반 활동

### 음반 목록
- 2015년 <쉬운 여자 아니에요>
- 2015년 <Goodbye PMS>
- 2015년 <형돈이와 대준이의 히트제조기 Part 3>

## 출연 작품

### 뮤직 비디오
- 틴탑 - 박수 (2010년)

### 예능
- 《청춘불패》 (2010년 8월 27일)
- 《강심장》 (2010년 9월 14일, 21일, 11월 30일, 2011년 1월 11일, 18일, 2012년 7월 17일, 24일)
- 《해피투게더》 (2010년 7월 22일, 2011년 8월 4일)
- 《재미있는 퀴즈클럽》 (2011년 2월 2일)
- 《세상을 바꾸는 퀴즈》 (2011년 8월 27일, 2012년 11월 24일, 2014년 5월 17일, 2014년 8월 30일, 2015년 1월 24일)
- 《두근두근 흔들려》 (2012년 1월 24일)
- 《설특집 스타커플 최강전》 (2012년 2월 3일)
- 《위기탈출 넘버원》 (2012년 7월 23일, 2014년 5월 5일, 2015년 1월 26일)
- 《대국민 토크쇼 안녕하세요》 (2012년 1월 16일, 2014년 3월 10일, 2015년 2월 2일)
- 《무한도전》 (2014년 6월 14일, 2014년 6월 21일, 2014년 6월 28일)
- 《주간 아이돌》 (2015년 1월 28일, 2015년 2월 25일)
- 《동상이몽, 괜찮아 괜찮아》 (2015년 7월 18일)
- 《투유 프로젝트 - 슈가맨》 13회 (2016년 1월 12일) 노이즈 편
- 《미스터리 음악쇼 복면가왕》 (2016년 2월 7일) - 시집가는 갑순이
- 《본분 금메달》 (2016년 2월 10일)
- 《판타스틱 듀오》

고정 출연
- 《플레이걸즈 스쿨》 (2010년 7월 7일 ~ 2010년 9월 28일)
- 《런닝맨》 (2010년 10월 3일 ~ 2011년 1월 9일) (2016년 3월 27일)
- 《2015 테이스티로드》 (2015년 1월 17일 ~ 2015년 12월 26일)
- 《후계자》 (2015년 7월 10일 ~ 2015년 7월 17일)
- 《동네스타 전국방송 내보내기》 (2016년 3월 30일 ~ 2016년 7월 13일)
- 《화장대를 부탁해 시즌2》 (2016년 9월 8일 ~ 2016년 12월 22일)
- 《드라이브 클럽》 (2016년 10월 21일 ~ 2016년 12월 30일)
- 《내 딸의 남자들 : 아빠가 보고 있다 시즌1》 (2017년 5월 20일 ~ 2017년 8월 5일)

### 드라마
- 2011년 MBC 《몽땅 내사랑》 - 박순덕 역 (2011년 2월 18일, 2011년 3월 10일 ~ 2011년 9월 16일)
- 2012년 MBC 《아들 녀석들》 - 진유리 역 (2012년 10월 27일 ~ 2013년 3월 24일)
- 2012년 MBC 《엄마가 뭐길래》 - 박수영 역 (카메오 출연)
- 2013년 웹 드라마 《방과 후 복불복》 - 유일 여자친구 역 (카메오 출연)
- 2013년 TBS 《악령병동》 - 태희 역
- 2014년 웹 드라마 《모모살롱》 - 한헤니 역
- 2015년 MBC 《앵그리맘》 - 왕정희 역
- 2018년 웹 드라마 《나는 길에서 연예인을 주웠다》 - 진세라 역
- 2018년 iHQ DRAMA & MBN 《마성의 기쁨》 - 강송화 역 (특별출연)
- 2018년 SBS 《운명과 분노》 - 태정민 역
- 2019년 tvN 《막돼먹은 영애씨 17》 - 나수아 역
- 2019년 JTBC 웹 드라마 《김슬기 천재》 - 송관지 역
- 2019년 JTBC 《꽃파당: 조선혼담공작소》 - 이은영 낭자 역 (특별출연)
- 2020년 tvN 《오 마이 베이비》 - 최효주 역

### 영화
- 《오늘의 연애》 (2015년) - 민아 역
- 《그날의 분위기》 (2016년) - 송이 역 (우정출연)